# Jula (Unternehmen)
Jula AB ist eine schwedische Einzelhandelskette, die Produkte für Haus, Garten und Freizeit anbietet. Das Unternehmen stellt unter anderem Handwerkzeuge und Maschinen, Arbeitskleidung, Kfz-Produkte, Elektroinstallationsmaterial, Beleuchtung sowie Haushaltsgeräte her. Der Verkauf erfolgt in über 120 Kaufhäusern in Schweden, Norwegen, Polen und Finnland und online in Österreich.
Jula AB ist Teil der Jula Holding, einer Familiengruppe, die in den Bereichen Einzelhandel, Immobilien, Logistik, Hotels, Umwelt & Energie und Finanzen tätig ist. Die Gruppe besteht aus sieben Unternehmen: Jula, Hööks, Jula Logistics, G&K Blanks Fastigheter, Wästgöta Finans, Jula Energi & Miljö und Jula Hotell.

## Geschichte
Das Unternehmen hieß ursprünglich Jula Industri AB und beschäftigte sich mit der Herstellung und dem Verkauf von Sägeautomaten. Jula Industri AB wurde 1979 von Lars-Göran Blank und Irene Blank auf der Farm Jultorp in Larv (Västra Götalands län) gegründet.
Von 1984 bis 2011 verkaufte das Unternehmen unter dem Namen Jula Postorder AB seine Produkte über Versandkataloge. Neben Sägeautomaten verkaufte Jula Postorder AB nun auch Geräte wie Schweißmaschinen, Drehmaschinen und Kompressoren an Land- und Forstbetriebe unter einer aggressiven Preisstrategie. Das Geschäft entwickelte sich schnell, und 1981 wurde die erste Filiale in Skara eröffnet. In den folgenden Jahren expandierte Jula sowohl national als auch international mit der Eröffnung von Filialen in Norwegen im Jahr 2008 und in Polen im Jahr 2011.
Am 1. September 2011 stellte Jula den Versand- und Online-Verkauf ein. Der Onlinevertrieb wurde im Juni 2017 wieder aufgenommen. Als Teil von Jula E-com Europe AB zielt Jula auf den Aufbau seines Online-Handels in Europa ab. Österreich war das erste Land, das erst im Herbst 2022 als einziger E-Com-Markt an den Start ging. Im Jahr 2024 beabsichtigt das Unternehmen, sein E-Commerce-Projekt in Deutschland fortzusetzen.
Das Zentrallager von Jula am Europaväg 20 in Skara ist mit einer Gesamtlogistikfläche von rund 175.000 Quadratmetern das größte seiner Art in Nordeuropa, und die Waren werden ca. 32 Kilometer zum Umschlagplatz an der Västra stambanan in Falköping transportiert.

## Geschäftsmodell
Jula ist bekannt für seine wettbewerbsfähigen Preise und ist ein bedeutender Akteur in der Einzelhandelsbranche für Heimwerkerbedarf und Werkzeuge in Skandinavien.
Im Jahr 2018 lancierte Jula ein neues Kommunikationskonzept unter dem Motto Inget kan stoppa dig nu. (Nichts kann dich jetzt noch aufhalten). Dieses Konzept wird vornehmlich durch Fernsehwerbung sowie auf weiteren Plattformen verbreitet. Ein zentraler Aspekt dieses Konzepts ist der Einsatz des eigenen Soundtracks Nothing’s Gonna Stop Us Now von Starship.